# Yasutaka Nomoto
Yasutaka Nomoto (野本 泰崇 Nomoto Yasutaka?), född 27 april 1986 i Ibaraki prefektur, är en japansk före detta fotbollsspelare.
Nomoto började sin karriär 2009 i FC Gifu. 2012 flyttade han till Arterivo Wakayama. Efter Arterivo Wakayama spelade han för Nara Club.